# Merchantville
Merchantville is een plaats (borough) in de Amerikaanse staat New Jersey, en valt bestuurlijk gezien onder Camden County.

## Demografie
Bij de volkstelling in 2000 werd het aantal inwoners vastgesteld op 3801.
In 2006 is het aantal inwoners door het United States Census Bureau geschat op 3806, een stijging van 5 (0,1%).

## Geografie
Volgens het United States Census Bureau beslaat de plaats een oppervlakte van
1,6 km², geheel bestaande uit land.

## Education
Merchantville Elementary School bedient pre-kleuterschool tot en met de achtste klas studenten in het Merchantville School District. In 2012 besloot het bestuur van het Merchantville School District haar leerlingen naar Haddon Heights High te sturen.

## Plaatsen in de nabije omgeving
De onderstaande figuur toont nabijgelegen plaatsen in een straal van 8 km rond Merchantville.